# Салачик
Салачик (крим. Salaçıq, з 1945 року — Старосілля) — історичний район Бахчисарая, де до його заснування розташовувалася (1469—1532) друга столиця Кримського ханства. Колишнє місто, село, у 1950-ті включено у склад Бахчисарая.

## Опис
Сьогодні Салачик — околиця Бахчисарая на шляху від Ханського палацу до Успенського собору і Чуфут-Кале. На його території розташовані відреставровані Зинджирли-медресе, ханський мавзолей, могила Ісмаїла Гаспринського, розкопані ханські лазні.
У цьому місці з'єднуються чотири ущелини: верхів'я Чурук-Су, Мар'ям-Дере, Ашлама-Дере (Буюк-Ашлама) і балка Кучук-Ашлама (північно-західний район Салачика).

## Історія
На рубежі XV і XVI ст., під час правління хана Менглі Ґерая, тут звели столичний архітектурний комплекс, що налічував п'ять будівель. До них належали: ханський палац Девлет-Сарай; ханська мечеть (до нашого часу збереглися фрагменти стін); родова усипальниця кримських ханів, навчальний заклад Зинджирли-медресе та громадські лазні (розкопані лише 2008 р.)
Турецький мандрівник Евлія Челебі 1666 р. пише про Салачик як про місто, у якому триста чудових будинків і ще безліч печерних приміщень у підніжжі скель, наголошуючи таку їхню особливість, що влітку в них холодно, а взимку, навпаки, тепло. Деякі з цих приміщень і сьогодні використовують як сараї або хліви. До речі, чимало штучних печер є на території старого Бахчисарая, нині їх поглинула сучасна забудова.
У XIX ст. Салачик заселяли здебільшого роми, прозвані «елетсчи», тобто «виробники сит». Практично всі вони вимерли під час страшного голоду 1922 році.